# Йенский университет имени Фридриха Шиллера
Йенский университет имени Фридриха Шиллера (нем. Friedrich-Schiller-Universität Jena, сокр. FSU Jena; лат. Alma mater jenensis) — университет в городе Йене, Германия. В университете обучаются более 18 000 студентов.
Университет входит в Коимбрскую группу и является, наряду с Эрфуртским университетом, Веймарским университетом Баухаус и Техническим университетом Ильменау одним из четырёх университетов Тюрингии.

## История
Впервые идея основания университета в Йене пришла курфюрсту Иоанну-Фридриху Великодушному в 1547 году, когда он был захвачен императором Карлом V. План был реализован тремя его сыновьями.
2 февраля 1558 года император Фердинанд I своей грамотой подтвердил основание университета в Йене.
В конце XVIII века Йенский университет стал центром классической немецкой философии и немецкого романтизма (Йенский романтизм). Университету покровительствовал герцог Саксен-Веймарский Карл Август. В этот период для университета много сделал И. В. Гёте, он привлекал в университет крупных учёных. По его инициативе в университете была основана обсерватория, была собрана минералогическая коллекция.
В начале XIX века йенские студенты были в первых рядах борьбы за освобождение Германии от наполеоновских войск. С Йенским университетом была связана деятельность И. Г. Фихте, Ф. Шеллинга, Ф. Шиллера, братьев А. Шлегеля и Ф. Шлегеля, Л. Окена. В 1801—1806 годах курс философии в нём читал Г. В. Ф. Гегель. Затем в университете работали математик и философ Г. Фреге, историк И. Г. Дройзен, биолог Э. Геккель.
Имя Фридриха Шиллера университет носит с 1934 года.
К. Маркс защищал здесь диссертацию. В университете учились поэт Михаил Зенкевич, политический деятель Александр Сванидзе.

## Факультеты
В Йенском университете обучение проводится на десяти факультетах:
- теологическом;
- юридическом;
- экономическом;
- философском;
- социальных и поведенческих наук;
- математики и информатики;
- физико-астрономическом;
- химико-геологическом;
- биолого-фармацевтическом;
- медицинском.

Факультет марксизма-ленинизма был одним из 15 (1971/1972 уч. г.).

## Направления исследований
Основными направлениями научных исследований в университете являются:
- Оптика, фотоника и фотонные технологии
- Инновационные материалы и технологии
- Динамика сложных биологических систем
- Просвещение
- Люди в социальном изменении
- Анализ и управление сложными системами
- Культурный контекст старения
- Основы Европы: Культура и религия в Античности и Средневековье

## Знаменитые преподаватели
- Ауэрбах, Феликс
- Гегель, Георг
- Гегенбаур, Карл
- Геккель, Эрнст Генрих
- Герцог, Теодор
- Гольц, Теодор фон дер (ректор, 1893)
- Данц, Иоганн Андреас
- Иоахим-Георг Дарьес
- Дёберейнер, Иоганн Вольфганг
- Дельбрюк, Бертольд
- Дёрпфельд, Вильгельм
- Дройзен, Иоганн Густав
- Зивертс, Адольф
- Клаус, Георг
- Ланге, Самуэль Готлиб
- Лейбе, Вильгельм фон
- Либман, Генрих
- Лилиенкрон, Рохус фон
- Пикк, Беренд
- Тибо, Антон Фридрих Юстус
- Фатер, Иоганн Северин
- Фихте, Иоганн Готлиб
- Фортлаге, Карл
- Фреге, Фридрих Людвиг Готлоб
- Фриз, Якоб Фридрих
- Шелер, Макс
- Шеллинг, Фридрих Вильгельм Йозеф фон
- Шиллер, Фридрих
- Шлегель, Август Вильгельм
- Шлегель, Фридрих
- Шлейден, Маттиас
- Шлейхер, Август
- Шнауберт, Андреас Йозеф
- Шойом, Ласло
- Шрёдингер, Эрвин
- Шульце, Бернхард
- Эйзиг, Гуго
- Эйкен, Рудольф Кристоф

## Знаменитые студенты
- Аббе, Эрнст
- Аммон, Вильгельм Фридрих Филипп фон
- Андре, Карл Теодор
- Белиловский, Кесарь Александрович
- Брандт, Рудольф
- Брем, Альфред
- Бремзер, Иоганн Готфрид
- Бубе, Адольф
- Винкельман, Иоганн Иоахим
- Криста Вольф
- Гааз, Фёдор Петрович
- Гёльдерлин, Иоганн Христиан Фридрих
- Герике, Отто фон
- Герман, Готфрид Альберт
- Горен, Теодор Карл фон
- Грисс, Иоганн Петер
- Гунтер фон Хагенс
- Занд, Карл Людвиг
- Зоммер, Антон Бернгард Карл
- Клаудиус, Маттиас
- Коллар, Ян
- Корф, Иоганн Альбрехт
- Крель, Себастиан
- Лей, Роберт
- Лейбниц, Готфрид Вильгельм
- Маркс, Карл
- фон Мекк, Александр Карлович
- Миклухо-Маклай, Николай Николаевич
- Миковини, Самуил
- Музеус, Иоганн Карл Август
- Новалис
- Оксеншерна, Аксель
- Остерман, Андрей Иванович
- Пезаровиус, Павел Павлович
- Пуфендорф, Самуэль фон
- Раше, Иоганн-Кристоф
- Страсбургер, Эдуард
- Тённис, Фердинанд
- Тухольский, Курт
- Иоганн Северин Фатер
- Фейхтвангер, Льюис
- Феддерсен, Якоб Фридрих
- Фрёбель, Фридрих
- Фреге, Фридрих Людвиг Готлоб
- Фрейслер, Роланд
- Фриз, Якоб Фридрих
- Хагедорн, Фридрих фон
- Хупель, Август Вильгельм
- Швабе, Йоахим Готлиб
- Шелер, Макс
- Шопенгауэр, Артур
- Штольпе, Манфред
- Шульц, Либеготт Отто Конрад Конрадович

## В нумизматике
В честь 350-летия со дня основания в Германской империи были выпущены 2 и 5 марок тиражом 50 и 40 тысяч соответственно. На монете изображён Иоганн-Фридрих Великодушный, при котором произошло открытие университета.